# Tyler Eifert
Tyler Gregory Eifert (* 8. September 1990 in Fort Wayne, Indiana) ist ein ehemaliger US-amerikanischer American-Football-Spieler auf der Position des Tight Ends. Er spielte für die Cincinnati Bengals und die Jacksonville Jaguars in der National Football League (NFL).

## College
Eifert ließ schon früh sportliches Talent erkennen und spielte in der Highschool neben Football auch Basketball. Mehrere Universitäten boten ihm Sportstipendien an, er entschied sich für die University of Notre Dame und lief zwischen 2010 und 2012 für deren Mannschaft, die Fighting Irish, als Tight End auf, wofür er auch wiederholt ausgezeichnet wurde.

## NFL
Er wurde beim NFL Draft 2013 in der 1. Runde als insgesamt 21. Spieler von den Cincinnati Bengals ausgewählt. Eifert konnte sich sofort etablieren und bestritt bereits in seiner Rookie-Saison alle Partien als Starter. 2014 zog er sich im ersten Spiel eine schwere Verletzung des Ellbogengelenks zu und musste den Rest der Saison passen. In der Preseason 2015 machte der wiedergenesene Eifert einen starken Eindruck, ihm wurde das Potenzial bescheinigt, einer der besten Tight Ends der NFL zu werden. Diesen Eindruck bestätigte er im Verlauf der Saison, als er sich insbesondere in der Redzone als wichtiger Passempfänger für Bengals-Quarterback Andy Dalton etablierte. Am neunten Spieltag gelangen ihm gegen die Cleveland Browns drei Touchdowns, womit er in dieser Spielzeit bereits neun Touchdowns gefangen und einen Bengals-Franchise-Rekord für Tight Ends eingestellt hatte.
Die Spielzeiten 2016 und 2017 waren von Verletzungen und Operationen geprägt und so konnte Eifert nur acht- bzw. zweimal für sein Team auflaufen.
Diese Verletzungsmisere setzte sich auch in der folgenden Saison fort, in der Eifert nur drei komplette Spiele bestreiten konnte. Bereits im vierten Saisonspiel beim Sieg gegen die Atlanta Falcons erlitt Eifert, dem zuvor noch ein Touchdown gelungen war, einen Knöchelbruch zu, der das frühe Saisonaus bedeutete.
Vor der Saison 2020 einigte sich Eifert auf einen Zweijahresvertrag mit den Jacksonville Jaguars. Nach der Saison lehnten die Jaguars seine Vertragsoption auf ein zweites Jahr ab, womit er zum Free Agent wurde.